# Pales violacea
Pales violacea là một loài ruồi trong họ Tachinidae.